# Kanton Gavray
Gavray is een voormalig kanton van het Franse departement Manche.
Het kanton maakte deel uit van het arrondissement Coutances tot het op 22 maart 2015 werd opgeheven en de gemeenten werden opgenomen in het op die dag gevormde kanton Quettreville-sur-Sienne.

## Gemeenten
Het kanton Gavray omvatte de volgende gemeenten:
- La Baleine
- Gavray (hoofdplaats)
- Grimesnil
- Hambye
- Lengronne
- Le Mesnil-Amand
- Le Mesnil-Garnier
- Le Mesnil-Rogues
- Le Mesnil-Villeman
- Montaigu-les-Bois
- Saint-Denis-le-Gast
- Sourdeval-les-Bois
- Ver